# Corso del Rinascimento

Le Corso del Rinascimento (français : Cours de la Renaissance) est une rue du centre de Rome, qui sépare les deux quartiers de Parione et de Sant' Eustachio.

## Histoire
La voie est une création récente. En fait, elle était déjà prévue par le plan directeur de 1931, et faisait partie d'un projet plus vaste, non réalisé, qui devait être mettre en communication, à travers diverses démolitions, le quartier de Prati, à celui du Trastevere, en passant par les deux côtés du Tibre. Les travaux de démolition de l'abside et du transept de San Giacomo degli Spagnoli du XVIe siècle, puis des bâtiments des XVIIe et XVIIIe siècles se trouvant sur les voies concernées par le projet, ont été exécutés en 1936, sous la direction de l'architecte Arnaldo Foschini, et ouverts par Benito Mussolini.

## Monuments
Du côté du rione Sant'Eustachio, on peut voir ces monuments historiques :
- Palazzo Madama (XVIIe siècle)
- Palazzo Carpegna (reconstruit au XIXe siècle pour l'élargissement de la route)
- Palazzo della Sapienza (XVIe siècle)
- L'église de Sant'Ivo alla Sapienza, construite au XVIIe siècle

Tandis que sur le côté appartenant au rione Parione, on trouve :
- Piazza dei Massimi et le Palazzo di Pirro
- une plaque à la mémoire de Cesare Fracassini
- l'entrée arrière de l'église de Notre-Dame du Sacré-Cœur (XVe siècle)
- Le Palazzo della Societa dei Santi Dodici Apostoli (XVIIIe siècle)